# Okręg wyborczy nr 32 do Sejmu Rzeczypospolitej Polskiej
Okręg wyborczy nr 32 do Sejmu Rzeczypospolitej Polskiej obejmuje obszar miast na prawach powiatu Dąbrowy Górniczej, Jaworzna i Sosnowca oraz powiatów będzińskiego i zawierciańskiego (województwo śląskie). W obecnym kształcie został utworzony w 2001. Wybieranych jest w nim 9 posłów w systemie proporcjonalnym.
Siedzibą okręgowej komisji wyborczej są Katowice.

## Wyniki wyborów
| Podział 9 mandatów: SLD–UP: 7 Samoobrona: 1 PO: 1 |

| Podział 9 mandatów: SLD: 2 PO: 3 PiS: 3 LPR: 1 |

| Podział 9 mandatów: LiD: 2 PO: 5 PiS: 2 |

| Podział 9 mandatów: SLD: 1 RP: 1 PO: 5 PiS: 2 |

| Podział 9 mandatów: NRP: 1 K’15: 1 PO: 3 PiS: 4 |

| Podział 9 mandatów: SLD: 2 KO: 3 PiS: 4 |

| Podział 9 mandatów: NL: 2 KO: 3 TD: 1 PiS: 3 |

## Reprezentanci okręgu
| Sejm | Rok  | Poseł KW                                    | Poseł KW              | Poseł KW                       | Poseł KW            | Poseł KW             | Poseł KW                | Poseł KW        | Poseł KW         | Poseł KW                          | Poseł KW                             | Poseł KW      | Poseł KW                            | Poseł KW        | Poseł KW           | Poseł KW | Poseł KW      | Poseł KW | Poseł KW             |
| ---- | ---- | ------------------------------------------- | --------------------- | ------------------------------ | ------------------- | -------------------- | ----------------------- | --------------- | ---------------- | --------------------------------- | ------------------------------------ | ------------- | ----------------------------------- | --------------- | ------------------ | -------- | ------------- | -------- | -------------------- |
| IV   | 2001 |                                             | A. Szarawarski SLD–UP |                                | A. Pasternak SLD–UP |                      | M. Gajecka-Bożek SLD–UP |                 | E. Bolek SLD–UP  |                                   | W. Jędrusik SLD–UP (2001) SLD (2005) |               | Z. Podraza SLD–UP (2001) SLD (2005) |                 | M. Potępa SLD–UP   |          | G. Dolniak PO |          | M. Figlus Samoobrona |
| V    | 2005 |                                             | E. Malik PiS          |                                | W. Saługa PO        |                      | B. Małecka-Libera PO    |                 | A. Sosnowski LPR |                                   | W. Jędrusik SLD–UP (2001) SLD (2005) | W. Andzel PiS | Z. Podraza SLD–UP (2001) SLD (2005) |                 | J. Kościelniak PiS |          | G. Dolniak PO |          |                      |
| V    | 2006 | W. Klepacz SLD (2005) LiD (2007) SLD (2011) | E. Malik PiS          |                                | W. Saługa PO        |                      | B. Małecka-Libera PO    |                 | A. Sosnowski LPR |                                   | W. Jędrusik SLD–UP (2001) SLD (2005) | W. Andzel PiS |                                     |                 | J. Kościelniak PiS |          | G. Dolniak PO |          |                      |
| VI   | 2007 | W. Klepacz SLD (2005) LiD (2007) SLD (2011) | E. Malik PiS          |                                | W. Saługa PO        | P. van der Coghen PO | B. Małecka-Libera PO    |                 | G. Pisalski LiD  |                                   |                                      | W. Andzel PiS | J. Pięta PO                         |                 |                    |          | G. Dolniak PO |          |                      |
| VI   | 2010 | W. Klepacz SLD (2005) LiD (2007) SLD (2011) | E. Malik PiS          | A. Śliwińska PO                | W. Saługa PO        | P. van der Coghen PO | B. Małecka-Libera PO    |                 | G. Pisalski LiD  |                                   |                                      | W. Andzel PiS | J. Pięta PO                         |                 |                    |          |               |          |                      |
| VII  | 2011 | W. Klepacz SLD (2005) LiD (2007) SLD (2011) | E. Malik PiS          |                                | W. Saługa PO        | P. van der Coghen PO | B. Małecka-Libera PO    | J. Borkowski RP |                  | A. Nemś PO                        |                                      | W. Andzel PiS | J. Pięta PO                         |                 |                    |          |               |          |                      |
| VII  | 2014 | W. Klepacz SLD (2005) LiD (2007) SLD (2011) | E. Malik PiS          | K. Stachowicz PO               |                     | P. van der Coghen PO | B. Małecka-Libera PO    | J. Borkowski RP |                  | A. Nemś PO                        |                                      | W. Andzel PiS | J. Pięta PO                         |                 |                    |          |               |          |                      |
| VIII | 2015 |                                             | E. Malik PiS          | B. Dolniak .N (2015) KO (2019) |                     | R. Warwas PiS        | B. Małecka-Libera PO    |                 | D. Starzycki PiS | A. Nemś PO                        |                                      | W. Andzel PiS | B. Chrobak K’15                     | P. Bańkowski PO |                    |          |               |          |                      |
| VIII | 2018 | D. Nowicka PiS                              | E. Malik PiS          | B. Dolniak .N (2015) KO (2019) |                     | R. Warwas PiS        | B. Małecka-Libera PO    |                 |                  | A. Nemś PO                        |                                      | W. Andzel PiS | B. Chrobak K’15                     | P. Bańkowski PO |                    |          |               |          |                      |
| IX   | 2019 | D. Nowicka PiS                              | E. Malik PiS          | B. Dolniak .N (2015) KO (2019) |                     | R. Warwas PiS        |                         | W. Saługa KO    |                  | W. Czarzasty SLD (2019) NL (2023) |                                      | W. Andzel PiS | M. Bochenek KO                      |                 | R. Adamczyk SLD    |          |               |          |                      |
| X    | 2023 |                                             | E. Malik PiS          | B. Dolniak .N (2015) KO (2019) | K. Wnuk TD          | R. Warwas PiS        |                         | W. Saługa KO    |                  | W. Czarzasty SLD (2019) NL (2023) | Ł. Litewka NL                        | W. Andzel PiS | M. Bochenek KO                      |                 |                    |          |               |          |                      |
| X    | 2024 | K. Stachowicz KO                            | E. Malik PiS          | B. Dolniak .N (2015) KO (2019) | K. Wnuk TD          | R. Warwas PiS        |                         |                 |                  | W. Czarzasty SLD (2019) NL (2023) | Ł. Litewka NL                        | W. Andzel PiS | M. Bochenek KO                      |                 |                    |          |               |          |                      |

### Wybory parlamentarne 2001
| Komitet wyborczy                                      | Komitet wyborczy                              | Głosów  | %     | Mandaty | Wybrani posłowie |
| ----------------------------------------------------- | --------------------------------------------- | ------- | ----- | ------- | --- |
|                                                       | KKW Sojusz Lewicy Demokratycznej – Unia Pracy | 174 467 | 62,40 | 7       | Andrzej Szarawarski, Agnieszka Pasternak, Maria Gajecka-Bożek, Elżbieta Bolek, Wiesław Jędrusik, Zbigniew Podraza, Maria Potępa |
|                                                       | KWW Platforma Obywatelska                     | 23 634  | 8,45  | 1       | Grzegorz Dolniak |
|                                                       | Samoobrona Rzeczpospolitej Polskiej           | 19 133  | 6,84  | 1       | Michał Figlus |
|                                                       | Prawo i Sprawiedliwość                        | 18 625  | 6,66  | –       | |
|                                                       | KKW Akcja Wyborcza Solidarność Prawicy        | 11 837  | 4,23  | –       | |
|                                                       | Liga Polskich Rodzin                          | 11 111  | 3,97  | –       | |
|                                                       | Polskie Stronnictwo Ludowe                    | 10 796  | 3,86  | –       | |
|                                                       | Unia Wolności                                 | 7570    | 2,71  | –       | |
|                                                       | Alternatywa Ruch Społeczny                    | 1682    | 0,60  | –       | |
|                                                       | Polska Partia Socjalistyczna                  | 728     | 0,26  | –       | |
| Frekwencja: 48,53% Źródło: Państwowa Komisja Wyborcza |                                               |         |       |         | |

Poniższa tabela przedstawia podział mandatów dla komitetów wyborczych na podstawie uzyskanych głosów, a następnie obliczonych ilorazów wyborczych na podstawie zmodyfikowanej metody Sainte-Laguë.
| Podział mandatów dla komitetów wyborczych na podstawie zmodyfikowanej metody Sainte-Laguë | Podział mandatów dla komitetów wyborczych na podstawie zmodyfikowanej metody Sainte-Laguë | Podział mandatów dla komitetów wyborczych na podstawie zmodyfikowanej metody Sainte-Laguë | Podział mandatów dla komitetów wyborczych na podstawie zmodyfikowanej metody Sainte-Laguë | Podział mandatów dla komitetów wyborczych na podstawie zmodyfikowanej metody Sainte-Laguë | Podział mandatów dla komitetów wyborczych na podstawie zmodyfikowanej metody Sainte-Laguë | Podział mandatów dla komitetów wyborczych na podstawie zmodyfikowanej metody Sainte-Laguë | Podział mandatów dla komitetów wyborczych na podstawie zmodyfikowanej metody Sainte-Laguë | Podział mandatów dla komitetów wyborczych na podstawie zmodyfikowanej metody Sainte-Laguë | Podział mandatów dla komitetów wyborczych na podstawie zmodyfikowanej metody Sainte-Laguë | Podział mandatów dla komitetów wyborczych na podstawie zmodyfikowanej metody Sainte-Laguë | Podział mandatów dla komitetów wyborczych na podstawie zmodyfikowanej metody Sainte-Laguë | Podział mandatów dla komitetów wyborczych na podstawie zmodyfikowanej metody Sainte-Laguë | Podział mandatów dla komitetów wyborczych na podstawie zmodyfikowanej metody Sainte-Laguë | Podział mandatów dla komitetów wyborczych na podstawie zmodyfikowanej metody Sainte-Laguë |
| Komitet wyborczy                                                                          | Komitet wyborczy                                                                          | Liczba głosów                                                                             | Iloraz wyborczy                                                                           | Iloraz wyborczy                                                                           | Iloraz wyborczy                                                                           | Iloraz wyborczy                                                                           | Iloraz wyborczy                                                                           | Iloraz wyborczy                                                                           | Iloraz wyborczy                                                                           | Iloraz wyborczy                                                                           | Iloraz wyborczy                                                                           | Iloraz wyborczy                                                                           | Mandaty                                                                                   | TP                                                                                        |
| Komitet wyborczy                                                                          | Komitet wyborczy                                                                          | Liczba głosów                                                                             | /1,4                                                                                      | /3                                                                                        | /5                                                                                        | /7                                                                                        | /9                                                                                        | /11                                                                                       | /13                                                                                       | /15                                                                                       | /17                                                                                       | /19                                                                                       | Mandaty                                                                                   | TP                                                                                        |
| ----------------------------------------------------------------------------------------- | ----------------------------------------------------------------------------------------- | ----------------------------------------------------------------------------------------- | ----------------------------------------------------------------------------------------- | ----------------------------------------------------------------------------------------- | ----------------------------------------------------------------------------------------- | ----------------------------------------------------------------------------------------- | ----------------------------------------------------------------------------------------- | ----------------------------------------------------------------------------------------- | ----------------------------------------------------------------------------------------- | ----------------------------------------------------------------------------------------- | ----------------------------------------------------------------------------------------- | ----------------------------------------------------------------------------------------- | ----------------------------------------------------------------------------------------- | ----------------------------------------------------------------------------------------- |
|                                                                                           | KKW Sojusz Lewicy Demokratycznej – Unia Pracy                                             | 174 467                                                                                   | 124 619                                                                                   | 58 156                                                                                    | 34 838                                                                                    | 24 924                                                                                    | 19 385                                                                                    | 15 861                                                                                    | 13 421                                                                                    | 11 631                                                                                    | 10 263                                                                                    | 9 182                                                                                     | 7                                                                                         | 6,09                                                                                      |
|                                                                                           | KWW Platforma Obywatelska                                                                 | 23 634                                                                                    | 16 881                                                                                    | 7878                                                                                      | 4727                                                                                      | 3376                                                                                      | 2626                                                                                      | 2149                                                                                      | 1818                                                                                      | 1576                                                                                      | 1390                                                                                      | 1244                                                                                      | 1                                                                                         | 0,83                                                                                      |
|                                                                                           | Samoobrona Rzeczpospolitej Polskiej                                                       | 19 133                                                                                    | 13 666                                                                                    | 6378                                                                                      | 3827                                                                                      | 2733                                                                                      | 2126                                                                                      | 1739                                                                                      | 1472                                                                                      | 1276                                                                                      | 1125                                                                                      | 1007                                                                                      | 1                                                                                         | 0,67                                                                                      |
|                                                                                           | Prawo i Sprawiedliwość                                                                    | 18 625                                                                                    | 13 304                                                                                    | 6208                                                                                      | 3725                                                                                      | 2661                                                                                      | 2069                                                                                      | 1693                                                                                      | 1433                                                                                      | 1242                                                                                      | 1096                                                                                      | 980                                                                                       | 0                                                                                         | 0,65                                                                                      |
|                                                                                           | Liga Polskich Rodzin                                                                      | 11 111                                                                                    | 7936                                                                                      | 3704                                                                                      | 2222                                                                                      | 1587                                                                                      | 1235                                                                                      | 1010                                                                                      | 855                                                                                       | 741                                                                                       | 654                                                                                       | 585                                                                                       | 0                                                                                         | 0,39                                                                                      |
|                                                                                           | Polskie Stronnictwo Ludowe                                                                | 10 796                                                                                    | 7711                                                                                      | 3599                                                                                      | 2159                                                                                      | 1542                                                                                      | 1200                                                                                      | 981                                                                                       | 830                                                                                       | 720                                                                                       | 635                                                                                       | 568                                                                                       | 0                                                                                         | 0,38                                                                                      |
| Ogółem                                                                                    | Ogółem                                                                                    | 257 766                                                                                   | —                                                                                         | —                                                                                         | —                                                                                         | —                                                                                         | —                                                                                         | —                                                                                         | —                                                                                         | —                                                                                         | —                                                                                         | —                                                                                         | 9                                                                                         | 9                                                                                         |

### Wybory parlamentarne 2005
| Komitet wyborczy                                      | Komitet wyborczy                        | Głosów | %     | Mandaty | Wybrani posłowie                                        |
| ----------------------------------------------------- | --------------------------------------- | ------ | ----- | ------- | ------------------------------------------------------- |
|                                                       | Platforma Obywatelska RP                | 57 562 | 27,21 | 3       | Grzegorz Dolniak, Wojciech Saługa, Beata Małecka-Libera |
|                                                       | Prawo i Sprawiedliwość                  | 51 355 | 24,27 | 3       | Ewa Malik, Waldemar Andzel, Jacek Kościelniak           |
|                                                       | Sojusz Lewicy Demokratycznej            | 44 738 | 21,15 | 2       | Wiesław Jędrusik, Zbigniew Podraza, Witold Klepacz      |
|                                                       | Liga Polskich Rodzin                    | 15 349 | 7,25  | 1       | Antoni Sosnowski                                        |
|                                                       | Socjaldemokracja Polska                 | 14 406 | 6,81  | –       |                                                         |
|                                                       | Polskie Stronnictwo Ludowe              | 7586   | 3,59  | –       |                                                         |
|                                                       | Platforma Janusza Korwin-Mikke          | 5947   | 2,81  | –       |                                                         |
|                                                       | Partia Demokratyczna – demokraci.pl     | 5577   | 2,64  | –       |                                                         |
|                                                       | Polska Partia Pracy                     | 3826   | 1,81  | –       |                                                         |
|                                                       | Ruch Patriotyczny                       | 2431   | 1,15  | –       |                                                         |
|                                                       | Polska Konfederacja – Godność i Praca   | 1339   | 0,63  | –       |                                                         |
|                                                       | Polska Partia Narodowa                  | 800    | 0,38  | –       |                                                         |
|                                                       | KWW – Ogólnopolska Koalicja Obywatelska | 656    | 0,31  | –       |                                                         |
| Frekwencja: 36,49% Źródło: Państwowa Komisja Wyborcza |                                         |        |       |         |                                                         |

Poniższa tabela przedstawia podział mandatów dla komitetów wyborczych na podstawie uzyskanych głosów, a następnie obliczonych ilorazów wyborczych na podstawie metody D’Hondta.
| Podział mandatów dla komitetów wyborczych na podstawie metody D’Hondta | Podział mandatów dla komitetów wyborczych na podstawie metody D’Hondta | Podział mandatów dla komitetów wyborczych na podstawie metody D’Hondta | Podział mandatów dla komitetów wyborczych na podstawie metody D’Hondta | Podział mandatów dla komitetów wyborczych na podstawie metody D’Hondta | Podział mandatów dla komitetów wyborczych na podstawie metody D’Hondta | Podział mandatów dla komitetów wyborczych na podstawie metody D’Hondta | Podział mandatów dla komitetów wyborczych na podstawie metody D’Hondta | Podział mandatów dla komitetów wyborczych na podstawie metody D’Hondta | Podział mandatów dla komitetów wyborczych na podstawie metody D’Hondta | Podział mandatów dla komitetów wyborczych na podstawie metody D’Hondta |
| Komitet wyborczy                                                       | Komitet wyborczy                                                       | Liczba głosów                                                          | Iloraz wyborczy                                                        | Iloraz wyborczy                                                        | Iloraz wyborczy                                                        | Iloraz wyborczy                                                        | Iloraz wyborczy                                                        | Iloraz wyborczy                                                        | Mandaty                                                                | TP                                                                     |
| Komitet wyborczy                                                       | Komitet wyborczy                                                       | Liczba głosów                                                          | /1                                                                     | /2                                                                     | /3                                                                     | /4                                                                     | ...                                                                    | /9                                                                     | Mandaty                                                                | TP                                                                     |
| ---------------------------------------------------------------------- | ---------------------------------------------------------------------- | ---------------------------------------------------------------------- | ---------------------------------------------------------------------- | ---------------------------------------------------------------------- | ---------------------------------------------------------------------- | ---------------------------------------------------------------------- | ---------------------------------------------------------------------- | ---------------------------------------------------------------------- | ---------------------------------------------------------------------- | ---------------------------------------------------------------------- |
|                                                                        | Platforma Obywatelska RP                                               | 57 562                                                                 | 57 562                                                                 | 28 781                                                                 | 19 187                                                                 | 14 391                                                                 | ...                                                                    | 6398                                                                   | 3                                                                      | 2,93                                                                   |
|                                                                        | Prawo i Sprawiedliwość                                                 | 51 355                                                                 | 51 355                                                                 | 25 678                                                                 | 17 118                                                                 | 12 839                                                                 | ...                                                                    | 5706                                                                   | 3                                                                      | 2,62                                                                   |
|                                                                        | Sojusz Lewicy Demokratycznej                                           | 44 738                                                                 | 44 738                                                                 | 22 369                                                                 | 14 913                                                                 | 11 185                                                                 | ...                                                                    | 4971                                                                   | 2                                                                      | 2,28                                                                   |
|                                                                        | Liga Polskich Rodzin                                                   | 15 349                                                                 | 15 349                                                                 | 7675                                                                   | 5116                                                                   | 3837                                                                   | ...                                                                    | 1705                                                                   | 1                                                                      | 0,78                                                                   |
|                                                                        | Polskie Stronnictwo Ludowe                                             | 7586                                                                   | 7586                                                                   | 3793                                                                   | 2529                                                                   | 1897                                                                   | ...                                                                    | 843                                                                    | 0                                                                      | 0,39                                                                   |
| Ogółem                                                                 | Ogółem                                                                 | 176 590                                                                | —                                                                      | —                                                                      | —                                                                      | —                                                                      | —                                                                      | —                                                                      | 9                                                                      | 9                                                                      |

### Wybory parlamentarne 2007
| Komitet wyborczy                                      | Komitet wyborczy                      | Głosów  | %     | Mandaty | Wybrani posłowie                                                                                              |
| ----------------------------------------------------- | ------------------------------------- | ------- | ----- | ------- | --- |
|                                                       | Platforma Obywatelska RP              | 145 755 | 44,75 | 5       | Grzegorz Dolniak, Piotr van der Coghen, Wojciech Saługa, Beata Małecka-Libera, Jarosław Pięta, Anna Śliwińska |
|                                                       | Prawo i Sprawiedliwość                | 81 360  | 24,98 | 2       | Ewa Malik, Waldemar Andzel                                                                                    |
|                                                       | KKW Lewica i Demokraci SLD+SDPL+PD+UP | 70 378  | 21,61 | 2       | Witold Klepacz, Grzegorz Pisalski                                                                             |
|                                                       | Polskie Stronnictwo Ludowe            | 16 381  | 5,03  | –       | |
|                                                       | Polska Partia Pracy                   | 5068    | 1,56  | –       | |
|                                                       | Liga Polskich Rodzin                  | 3777    | 1,16  | –       | |
|                                                       | Samoobrona Rzeczpospolitej Polskiej   | 3018    | 0,93  | –       | |
| Frekwencja: 55,27% Źródło: Państwowa Komisja Wyborcza |                                       |         |       |         | |

Poniższa tabela przedstawia podział mandatów dla komitetów wyborczych na podstawie uzyskanych głosów, a następnie obliczonych ilorazów wyborczych na podstawie metody D’Hondta.
| Podział mandatów dla komitetów wyborczych na podstawie metody D’Hondta | Podział mandatów dla komitetów wyborczych na podstawie metody D’Hondta | Podział mandatów dla komitetów wyborczych na podstawie metody D’Hondta | Podział mandatów dla komitetów wyborczych na podstawie metody D’Hondta | Podział mandatów dla komitetów wyborczych na podstawie metody D’Hondta | Podział mandatów dla komitetów wyborczych na podstawie metody D’Hondta | Podział mandatów dla komitetów wyborczych na podstawie metody D’Hondta | Podział mandatów dla komitetów wyborczych na podstawie metody D’Hondta | Podział mandatów dla komitetów wyborczych na podstawie metody D’Hondta | Podział mandatów dla komitetów wyborczych na podstawie metody D’Hondta | Podział mandatów dla komitetów wyborczych na podstawie metody D’Hondta | Podział mandatów dla komitetów wyborczych na podstawie metody D’Hondta | Podział mandatów dla komitetów wyborczych na podstawie metody D’Hondta |
| Komitet wyborczy                                                       | Komitet wyborczy                                                       | Liczba głosów                                                          | Iloraz wyborczy                                                        | Iloraz wyborczy                                                        | Iloraz wyborczy                                                        | Iloraz wyborczy                                                        | Iloraz wyborczy                                                        | Iloraz wyborczy                                                        | Iloraz wyborczy                                                        | Iloraz wyborczy                                                        | Mandaty                                                                | TP                                                                     |
| Komitet wyborczy                                                       | Komitet wyborczy                                                       | Liczba głosów                                                          | /1                                                                     | /2                                                                     | /3                                                                     | /4                                                                     | /5                                                                     | /6                                                                     | ...                                                                    | /9                                                                     | Mandaty                                                                | TP                                                                     |
| ---------------------------------------------------------------------- | ---------------------------------------------------------------------- | ---------------------------------------------------------------------- | ---------------------------------------------------------------------- | ---------------------------------------------------------------------- | ---------------------------------------------------------------------- | ---------------------------------------------------------------------- | ---------------------------------------------------------------------- | ---------------------------------------------------------------------- | ---------------------------------------------------------------------- | ---------------------------------------------------------------------- | ---------------------------------------------------------------------- | ---------------------------------------------------------------------- |
|                                                                        | Platforma Obywatelska RP                                               | 145 755                                                                | 145 755                                                                | 72 878                                                                 | 48 585                                                                 | 36 439                                                                 | 29 151                                                                 | 24 293                                                                 | ...                                                                    | 16 195                                                                 | 5                                                                      | 4,18                                                                   |
|                                                                        | Prawo i Sprawiedliwość                                                 | 81 360                                                                 | 81 360                                                                 | 40 680                                                                 | 27 120                                                                 | 20 340                                                                 | 16 272                                                                 | 13 560                                                                 | ...                                                                    | 9040                                                                   | 2                                                                      | 2,33                                                                   |
|                                                                        | KKW Lewica i Demokraci SLD+SDPL+PD+UP                                  | 70 378                                                                 | 70 378                                                                 | 35 189                                                                 | 23 459                                                                 | 17 595                                                                 | 14 076                                                                 | 11 730                                                                 | ...                                                                    | 7820                                                                   | 2                                                                      | 2,02                                                                   |
|                                                                        | Polskie Stronnictwo Ludowe                                             | 16 381                                                                 | 16 381                                                                 | 8191                                                                   | 5460                                                                   | 4095                                                                   | 3276                                                                   | 2730                                                                   | ...                                                                    | 1820                                                                   | 0                                                                      | 0,47                                                                   |
| Ogółem                                                                 | Ogółem                                                                 | 313 874                                                                | —                                                                      | —                                                                      | —                                                                      | —                                                                      | —                                                                      | —                                                                      | —                                                                      | —                                                                      | 9                                                                      | 9                                                                      |

### Wybory parlamentarne 2011
| Komitet wyborczy                                      | Komitet wyborczy                  | Głosów  | %     | Mandaty | Wybrani posłowie                                                                                             |
| ----------------------------------------------------- | --------------------------------- | ------- | ----- | ------- | --- |
|                                                       | Platforma Obywatelska RP          | 120 530 | 43,00 | 5       | Wojciech Saługa, Beata Małecka-Libera, Piotr van der Coghen, Jarosław Pięta, Anna Nemś, Katarzyna Stachowicz |
|                                                       | Prawo i Sprawiedliwość            | 59 453  | 21,21 | 2       | Ewa Malik, Waldemar Andzel                                                                                   |
|                                                       | Ruch Palikota                     | 41 504  | 14,81 | 1       | Jerzy Borkowski                                                                                              |
|                                                       | Sojusz Lewicy Demokratycznej      | 36 460  | 13,01 | 1       | Witold Klepacz                                                                                               |
|                                                       | Polskie Stronnictwo Ludowe        | 12 281  | 4,38  | –       | |
|                                                       | Polska Jest Najważniejsza         | 5856    | 2,09  | –       | |
|                                                       | Polska Partia Pracy – Sierpień 80 | 2185    | 0,78  | –       | |
|                                                       | Prawica                           | 2051    | 0,73  | –       | |
| Frekwencja: 49,73% Źródło: Państwowa Komisja Wyborcza |                                   |         |       |         | |

Poniższa tabela przedstawia podział mandatów dla komitetów wyborczych na podstawie uzyskanych głosów, a następnie obliczonych ilorazów wyborczych na podstawie metody D’Hondta.
| Podział mandatów dla komitetów wyborczych na podstawie metody D’Hondta | Podział mandatów dla komitetów wyborczych na podstawie metody D’Hondta | Podział mandatów dla komitetów wyborczych na podstawie metody D’Hondta | Podział mandatów dla komitetów wyborczych na podstawie metody D’Hondta | Podział mandatów dla komitetów wyborczych na podstawie metody D’Hondta | Podział mandatów dla komitetów wyborczych na podstawie metody D’Hondta | Podział mandatów dla komitetów wyborczych na podstawie metody D’Hondta | Podział mandatów dla komitetów wyborczych na podstawie metody D’Hondta | Podział mandatów dla komitetów wyborczych na podstawie metody D’Hondta | Podział mandatów dla komitetów wyborczych na podstawie metody D’Hondta | Podział mandatów dla komitetów wyborczych na podstawie metody D’Hondta | Podział mandatów dla komitetów wyborczych na podstawie metody D’Hondta | Podział mandatów dla komitetów wyborczych na podstawie metody D’Hondta |
| Komitet wyborczy                                                       | Komitet wyborczy                                                       | Liczba głosów                                                          | Iloraz wyborczy                                                        | Iloraz wyborczy                                                        | Iloraz wyborczy                                                        | Iloraz wyborczy                                                        | Iloraz wyborczy                                                        | Iloraz wyborczy                                                        | Iloraz wyborczy                                                        | Iloraz wyborczy                                                        | Mandaty                                                                | TP                                                                     |
| Komitet wyborczy                                                       | Komitet wyborczy                                                       | Liczba głosów                                                          | /1                                                                     | /2                                                                     | /3                                                                     | /4                                                                     | /5                                                                     | /6                                                                     | ...                                                                    | /9                                                                     | Mandaty                                                                | TP                                                                     |
| ---------------------------------------------------------------------- | ---------------------------------------------------------------------- | ---------------------------------------------------------------------- | ---------------------------------------------------------------------- | ---------------------------------------------------------------------- | ---------------------------------------------------------------------- | ---------------------------------------------------------------------- | ---------------------------------------------------------------------- | ---------------------------------------------------------------------- | ---------------------------------------------------------------------- | ---------------------------------------------------------------------- | ---------------------------------------------------------------------- | ---------------------------------------------------------------------- |
|                                                                        | Platforma Obywatelska RP                                               | 120 530                                                                | 120 530                                                                | 60 265                                                                 | 40 177                                                                 | 30 133                                                                 | 24 106                                                                 | 20 088                                                                 | ...                                                                    | 13 392                                                                 | 5                                                                      | 4,01                                                                   |
|                                                                        | Prawo i Sprawiedliwość                                                 | 59 453                                                                 | 59 453                                                                 | 29 727                                                                 | 19 818                                                                 | 14 863                                                                 | 11 891                                                                 | 9909                                                                   | ...                                                                    | 6606                                                                   | 2                                                                      | 1,98                                                                   |
|                                                                        | Ruch Palikota                                                          | 41 504                                                                 | 41 504                                                                 | 20 752                                                                 | 13 835                                                                 | 10 376                                                                 | 8301                                                                   | 6917                                                                   | ...                                                                    | 4612                                                                   | 1                                                                      | 1,38                                                                   |
|                                                                        | Sojusz Lewicy Demokratycznej                                           | 36 460                                                                 | 36 460                                                                 | 18 230                                                                 | 12 153                                                                 | 9115                                                                   | 7292                                                                   | 5209                                                                   | ...                                                                    | 4051                                                                   | 1                                                                      | 1,21                                                                   |
|                                                                        | Polskie Stronnictwo Ludowe                                             | 12 281                                                                 | 12 281                                                                 | 6141                                                                   | 4094                                                                   | 3070                                                                   | 2456                                                                   | 2047                                                                   | ...                                                                    | 1365                                                                   | 0                                                                      | 0,41                                                                   |
| Ogółem                                                                 | Ogółem                                                                 | 270 228                                                                | —                                                                      | —                                                                      | —                                                                      | —                                                                      | —                                                                      | —                                                                      | —                                                                      | —                                                                      | 9                                                                      | 9                                                                      |

### Wybory parlamentarne 2015
| Komitet wyborczy                                      | Komitet wyborczy                             | Głosów | %     | Mandaty | Wybrani posłowie                                                             |
| ----------------------------------------------------- | -------------------------------------------- | ------ | ----- | ------- | ---------------------------------------------------------------------------- |
|                                                       | Prawo i Sprawiedliwość                       | 88 410 | 30,63 | 4       | Ewa Malik, Waldemar Andzel, Robert Warwas, Dariusz Starzycki, Danuta Nowicka |
|                                                       | Platforma Obywatelska RP                     | 72 755 | 25,21 | 3       | Beata Małecka-Libera, Anna Nemś, Paweł Bańkowski                             |
|                                                       | KKW Zjednoczona Lewica SLD+TR+PPS+UP+Zieloni | 39 774 | 13,78 | –       |                                                                              |
|                                                       | KWW Kukiz’15                                 | 29 161 | 10,10 | 1       | Barbara Chrobak                                                              |
|                                                       | Nowoczesna Ryszarda Petru                    | 25 522 | 8,84  | 1       | Barbara Dolniak                                                              |
|                                                       | KORWiN                                       | 13 682 | 4,74  | –       |                                                                              |
|                                                       | Partia Razem                                 | 12 652 | 4,38  | –       |                                                                              |
|                                                       | Polskie Stronnictwo Ludowe                   | 6687   | 2,32  | –       |                                                                              |
| Frekwencja: 51,41% Źródło: Państwowa Komisja Wyborcza |                                              |        |       |         |                                                                              |

Poniższa tabela przedstawia podział mandatów dla komitetów wyborczych na podstawie uzyskanych głosów, a następnie obliczonych ilorazów wyborczych na podstawie metody D’Hondta.
| Podział mandatów dla komitetów wyborczych na podstawie metody D’Hondta | Podział mandatów dla komitetów wyborczych na podstawie metody D’Hondta | Podział mandatów dla komitetów wyborczych na podstawie metody D’Hondta | Podział mandatów dla komitetów wyborczych na podstawie metody D’Hondta | Podział mandatów dla komitetów wyborczych na podstawie metody D’Hondta | Podział mandatów dla komitetów wyborczych na podstawie metody D’Hondta | Podział mandatów dla komitetów wyborczych na podstawie metody D’Hondta | Podział mandatów dla komitetów wyborczych na podstawie metody D’Hondta | Podział mandatów dla komitetów wyborczych na podstawie metody D’Hondta | Podział mandatów dla komitetów wyborczych na podstawie metody D’Hondta | Podział mandatów dla komitetów wyborczych na podstawie metody D’Hondta | Podział mandatów dla komitetów wyborczych na podstawie metody D’Hondta |
| Komitet wyborczy                                                       | Komitet wyborczy                                                       | Liczba głosów                                                          | Iloraz wyborczy                                                        | Iloraz wyborczy                                                        | Iloraz wyborczy                                                        | Iloraz wyborczy                                                        | Iloraz wyborczy                                                        | Iloraz wyborczy                                                        | Iloraz wyborczy                                                        | Mandaty                                                                | TP                                                                     |
| Komitet wyborczy                                                       | Komitet wyborczy                                                       | Liczba głosów                                                          | /1                                                                     | /2                                                                     | /3                                                                     | /4                                                                     | /5                                                                     | ...                                                                    | /9                                                                     | Mandaty                                                                | TP                                                                     |
| ---------------------------------------------------------------------- | ---------------------------------------------------------------------- | ---------------------------------------------------------------------- | ---------------------------------------------------------------------- | ---------------------------------------------------------------------- | ---------------------------------------------------------------------- | ---------------------------------------------------------------------- | ---------------------------------------------------------------------- | ---------------------------------------------------------------------- | ---------------------------------------------------------------------- | ---------------------------------------------------------------------- | ---------------------------------------------------------------------- |
|                                                                        | Prawo i Sprawiedliwość                                                 | 88 410                                                                 | 88 410                                                                 | 44 205                                                                 | 29 470                                                                 | 22 103                                                                 | 17 682                                                                 | ...                                                                    | 9823                                                                   | 4                                                                      | 3,58                                                                   |
|                                                                        | Platforma Obywatelska RP                                               | 72 755                                                                 | 72 755                                                                 | 36 378                                                                 | 24 252                                                                 | 18 189                                                                 | 14 551                                                                 | ...                                                                    | 8084                                                                   | 3                                                                      | 2,94                                                                   |
|                                                                        | KWW Kukiz’15                                                           | 29 161                                                                 | 29 161                                                                 | 14 581                                                                 | 9720                                                                   | 7290                                                                   | 5832                                                                   | ...                                                                    | 3240                                                                   | 1                                                                      | 1,18                                                                   |
|                                                                        | Nowoczesna Ryszarda Petru                                              | 25 522                                                                 | 25 522                                                                 | 12 761                                                                 | 8507                                                                   | 6381                                                                   | 5104                                                                   | ...                                                                    | 2836                                                                   | 1                                                                      | 1,03                                                                   |
|                                                                        | Polskie Stronnictwo Ludowe                                             | 6687                                                                   | 6687                                                                   | 3344                                                                   | 2229                                                                   | 1672                                                                   | 1337                                                                   | ...                                                                    | 743                                                                    | 0                                                                      | 0,27                                                                   |
| Ogółem                                                                 | Ogółem                                                                 | 222 535                                                                | —                                                                      | —                                                                      | —                                                                      | —                                                                      | —                                                                      | —                                                                      | —                                                                      | 9                                                                      | 9                                                                      |

### Wybory parlamentarne 2019
| Komitet wyborczy                                      | Komitet wyborczy                           | Głosów  | %     | Mandaty | Wybrani posłowie                                          |
| ----------------------------------------------------- | ------------------------------------------ | ------- | ----- | ------- | --------------------------------------------------------- |
|                                                       | Prawo i Sprawiedliwość                     | 124 553 | 37,13 | 4       | Ewa Malik, Waldemar Andzel, Robert Warwas, Danuta Nowicka |
|                                                       | KKW Koalicja Obywatelska PO .N iPL Zieloni | 99 499  | 29,66 | 3       | Barbara Dolniak, Wojciech Saługa, Mateusz Bochenek        |
|                                                       | Sojusz Lewicy Demokratycznej               | 73 466  | 21,90 | 2       | Włodzimierz Czarzasty, Rafał Adamczyk                     |
|                                                       | Konfederacja Wolność i Niepodległość       | 21 650  | 6,45  | –       |                                                           |
|                                                       | Polskie Stronnictwo Ludowe                 | 16 263  | 4,85  | –       |                                                           |
| Frekwencja: 62,99% Źródło: Państwowa Komisja Wyborcza |                                            |         |       |         |                                                           |

Poniższa tabela przedstawia podział mandatów dla komitetów wyborczych na podstawie uzyskanych głosów, a następnie obliczonych ilorazów wyborczych na podstawie metody D’Hondta.
| Podział mandatów dla komitetów wyborczych na podstawie metody D’Hondta | Podział mandatów dla komitetów wyborczych na podstawie metody D’Hondta | Podział mandatów dla komitetów wyborczych na podstawie metody D’Hondta | Podział mandatów dla komitetów wyborczych na podstawie metody D’Hondta | Podział mandatów dla komitetów wyborczych na podstawie metody D’Hondta | Podział mandatów dla komitetów wyborczych na podstawie metody D’Hondta | Podział mandatów dla komitetów wyborczych na podstawie metody D’Hondta | Podział mandatów dla komitetów wyborczych na podstawie metody D’Hondta | Podział mandatów dla komitetów wyborczych na podstawie metody D’Hondta | Podział mandatów dla komitetów wyborczych na podstawie metody D’Hondta | Podział mandatów dla komitetów wyborczych na podstawie metody D’Hondta | Podział mandatów dla komitetów wyborczych na podstawie metody D’Hondta |
| Komitet wyborczy                                                       | Komitet wyborczy                                                       | Liczba głosów                                                          | Iloraz wyborczy                                                        | Iloraz wyborczy                                                        | Iloraz wyborczy                                                        | Iloraz wyborczy                                                        | Iloraz wyborczy                                                        | Iloraz wyborczy                                                        | Iloraz wyborczy                                                        | Mandaty                                                                | TP                                                                     |
| Komitet wyborczy                                                       | Komitet wyborczy                                                       | Liczba głosów                                                          | /1                                                                     | /2                                                                     | /3                                                                     | /4                                                                     | /5                                                                     | ...                                                                    | /9                                                                     | Mandaty                                                                | TP                                                                     |
| ---------------------------------------------------------------------- | ---------------------------------------------------------------------- | ---------------------------------------------------------------------- | ---------------------------------------------------------------------- | ---------------------------------------------------------------------- | ---------------------------------------------------------------------- | ---------------------------------------------------------------------- | ---------------------------------------------------------------------- | ---------------------------------------------------------------------- | ---------------------------------------------------------------------- | ---------------------------------------------------------------------- | ---------------------------------------------------------------------- |
|                                                                        | Prawo i Sprawiedliwość                                                 | 124 553                                                                | 124 553                                                                | 62 276                                                                 | 41 518                                                                 | 31 138                                                                 | 24 911                                                                 | ...                                                                    | 13 839                                                                 | 4                                                                      | 3,34                                                                   |
|                                                                        | KKW Koalicja Obywatelska PO .N iPL Zieloni                             | 99 499                                                                 | 99 499                                                                 | 49 750                                                                 | 33 166                                                                 | 24 875                                                                 | 19 900                                                                 | ...                                                                    | 11 055                                                                 | 3                                                                      | 2,66                                                                   |
|                                                                        | Sojusz Lewicy Demokratycznej                                           | 73 466                                                                 | 73 466                                                                 | 36 733                                                                 | 24 489                                                                 | 18 367                                                                 | 14 693                                                                 | ...                                                                    | 8163                                                                   | 2                                                                      | 1,97                                                                   |
|                                                                        | Konfederacja Wolność i Niepodległość                                   | 21 650                                                                 | 21 650                                                                 | 10 850                                                                 | 7217                                                                   | 5413                                                                   | 4330                                                                   | ...                                                                    | 2466                                                                   | 0                                                                      | 0,58                                                                   |
|                                                                        | Polskie Stronnictwo Ludowe                                             | 16 263                                                                 | 16 263                                                                 | 8132                                                                   | 5421                                                                   | 4066                                                                   | 3253                                                                   | ...                                                                    | 1807                                                                   | 0                                                                      | 0,43                                                                   |
| Ogółem                                                                 | Ogółem                                                                 | 335 433                                                                | —                                                                      | —                                                                      | —                                                                      | —                                                                      | —                                                                      | —                                                                      | —                                                                      | 9                                                                      | 9                                                                      |

### Wybory parlamentarne 2023
| Komitet wyborczy                                      | Komitet wyborczy                                                           | Głosów  | %     | Mandaty | Wybrani posłowie                                                         |
| ----------------------------------------------------- | -------------------------------------------------------------------------- | ------- | ----- | ------- | ------------------------------------------------------------------------ |
|                                                       | KKW Koalicja Obywatelska PO .N iPL Zieloni                                 | 114 519 | 30,30 | 3       | Barbara Dolniak, Wojciech Saługa, Mateusz Bochenek, Katarzyna Stachowicz |
|                                                       | Prawo i Sprawiedliwość                                                     | 112 389 | 29,74 | 3       | Ewa Malik, Waldemar Andzel, Robert Warwas                                |
|                                                       | Nowa Lewica                                                                | 81 646  | 21,60 | 2       | Łukasz Litewka, Włodzimierz Czarzasty                                    |
|                                                       | KKW Trzecia Droga Polska 2050 Szymona Hołowni – Polskie Stronnictwo Ludowe | 37 221  | 9,85  | 1       | Kamil Wnuk                                                               |
|                                                       | Konfederacja Wolność i Niepodległość                                       | 21 512  | 5,69  | –       |                                                                          |
|                                                       | KWW Koalicja Bezpartyjni i Samorządowcy                                    | 5 499   | 1,45  | –       |                                                                          |
|                                                       | Polska Jest Jedna                                                          | 5 173   | 1,37  | –       |                                                                          |
| Frekwencja: 75,60% Źródło: Państwowa Komisja Wyborcza |                                                                            |         |       |         |                                                                          |

Poniższa tabela przedstawia podział mandatów dla komitetów wyborczych na podstawie uzyskanych głosów, a następnie obliczonych ilorazów wyborczych na podstawie metody D’Hondta.
| Podział mandatów dla komitetów wyborczych na podstawie metody D’Hondta | Podział mandatów dla komitetów wyborczych na podstawie metody D’Hondta     | Podział mandatów dla komitetów wyborczych na podstawie metody D’Hondta | Podział mandatów dla komitetów wyborczych na podstawie metody D’Hondta | Podział mandatów dla komitetów wyborczych na podstawie metody D’Hondta | Podział mandatów dla komitetów wyborczych na podstawie metody D’Hondta | Podział mandatów dla komitetów wyborczych na podstawie metody D’Hondta | Podział mandatów dla komitetów wyborczych na podstawie metody D’Hondta | Podział mandatów dla komitetów wyborczych na podstawie metody D’Hondta | Podział mandatów dla komitetów wyborczych na podstawie metody D’Hondta | Podział mandatów dla komitetów wyborczych na podstawie metody D’Hondta | Podział mandatów dla komitetów wyborczych na podstawie metody D’Hondta |
| Komitet wyborczy                                                       | Komitet wyborczy                                                           | Liczba głosów                                                          | Iloraz wyborczy                                                        | Iloraz wyborczy                                                        | Iloraz wyborczy                                                        | Iloraz wyborczy                                                        | Iloraz wyborczy                                                        | Iloraz wyborczy                                                        | Iloraz wyborczy                                                        | Mandaty                                                                | TP                                                                     |
| Komitet wyborczy                                                       | Komitet wyborczy                                                           | Liczba głosów                                                          | /1                                                                     | /2                                                                     | /3                                                                     | /4                                                                     | /5                                                                     | ...                                                                    | /9                                                                     | Mandaty                                                                | TP                                                                     |
| ---------------------------------------------------------------------- | -------------------------------------------------------------------------- | ---------------------------------------------------------------------- | ---------------------------------------------------------------------- | ---------------------------------------------------------------------- | ---------------------------------------------------------------------- | ---------------------------------------------------------------------- | ---------------------------------------------------------------------- | ---------------------------------------------------------------------- | ---------------------------------------------------------------------- | ---------------------------------------------------------------------- | ---------------------------------------------------------------------- |
|                                                                        | KKW Koalicja Obywatelska PO .N iPL Zieloni                                 | 114 519                                                                | 114 519                                                                | 57 260                                                                 | 38 173                                                                 | 28 630                                                                 | 22 904                                                                 | ...                                                                    | 12 724                                                                 | 3                                                                      | 2,73                                                                   |
|                                                                        | Prawo i Sprawiedliwość                                                     | 112 389                                                                | 112 389                                                                | 56 195                                                                 | 37 463                                                                 | 28 097                                                                 | 22 478                                                                 | ...                                                                    | 12 488                                                                 | 3                                                                      | 2,67                                                                   |
|                                                                        | Nowa Lewica                                                                | 81 646                                                                 | 81 646                                                                 | 40 823                                                                 | 27 215                                                                 | 20 412                                                                 | 16 329                                                                 | ...                                                                    | 9 072                                                                  | 2                                                                      | 1,94                                                                   |
|                                                                        | KKW Trzecia Droga Polska 2050 Szymona Hołowni – Polskie Stronnictwo Ludowe | 37 221                                                                 | 37 221                                                                 | 18 611                                                                 | 12 407                                                                 | 9 305                                                                  | 7 444                                                                  | ...                                                                    | 4 136                                                                  | 1                                                                      | 0,88                                                                   |
|                                                                        | Konfederacja Wolność i Niepodległość                                       | 21 512                                                                 | 21 512                                                                 | 10 756                                                                 | 7 171                                                                  | 5 378                                                                  | 4 302                                                                  | ...                                                                    | 2 390                                                                  | 0                                                                      | 0,51                                                                   |
|                                                                        | KWW Koalicja Bezpartyjni i Samorządowcy                                    | 5 499                                                                  | 5 499                                                                  | 2 750                                                                  | 1 833                                                                  | 1 375                                                                  | 1 100                                                                  | ...                                                                    | 611                                                                    | 0                                                                      | 0,13                                                                   |
|                                                                        | Polska Jest Jedna                                                          | 5 173                                                                  | 5 173                                                                  | 2 587                                                                  | 1 724                                                                  | 1 293                                                                  | 1 035                                                                  | ...                                                                    | 575                                                                    | 0                                                                      | 0,12                                                                   |
| Ogółem                                                                 | Ogółem                                                                     | 377 959                                                                | —                                                                      | —                                                                      | —                                                                      | —                                                                      | —                                                                      | —                                                                      | —                                                                      | 9                                                                      | 9                                                                      |